# Santo Domingo (Ilocos Sur)
Santo Domingo è una municipalità di quarta classe delle Filippine, situata nella provincia di Ilocos Sur, nella regione di Ilocos.
Santo Domingo è formata da 36 baranggay:
- Binalayangan
- Binongan
- Borobor
- Cabaritan
- Cabigbigaan
- Calautit
- Calay-ab
- Camestizoan
- Casili
- Flora
- Lagatit
- Laoingen
- Lussoc
- Nalasin
- Nagbettedan
- Naglaoa-an
- Nambaran
- Nanerman

- Napo
- Padu Chico
- Padu Grande
- Paguraper
- Panay
- Pangpangdan
- Parada
- Paras
- Poblacion
- Puerta Real
- Pussuac
- Quimmarayan
- San Pablo
- Santa Cruz
- Santo Tomas
- Sived
- Suksukit
- Vacunero